# Stolec-Pogony
Stolec-Pogony – kolonia w Polsce, położona w województwie łódzkim, w powiecie sieradzkim, w gminie Złoczew.
Wchodzi w skład sołectwa Stolec.
W latach 1975–1998 Pogony administracyjnie należały do województwa sieradzkiego.
Przed 2023 r. miejscowość nosiła nazwę Pogony i była częścią wsi Stolec.